# Императорский двор (Россия)

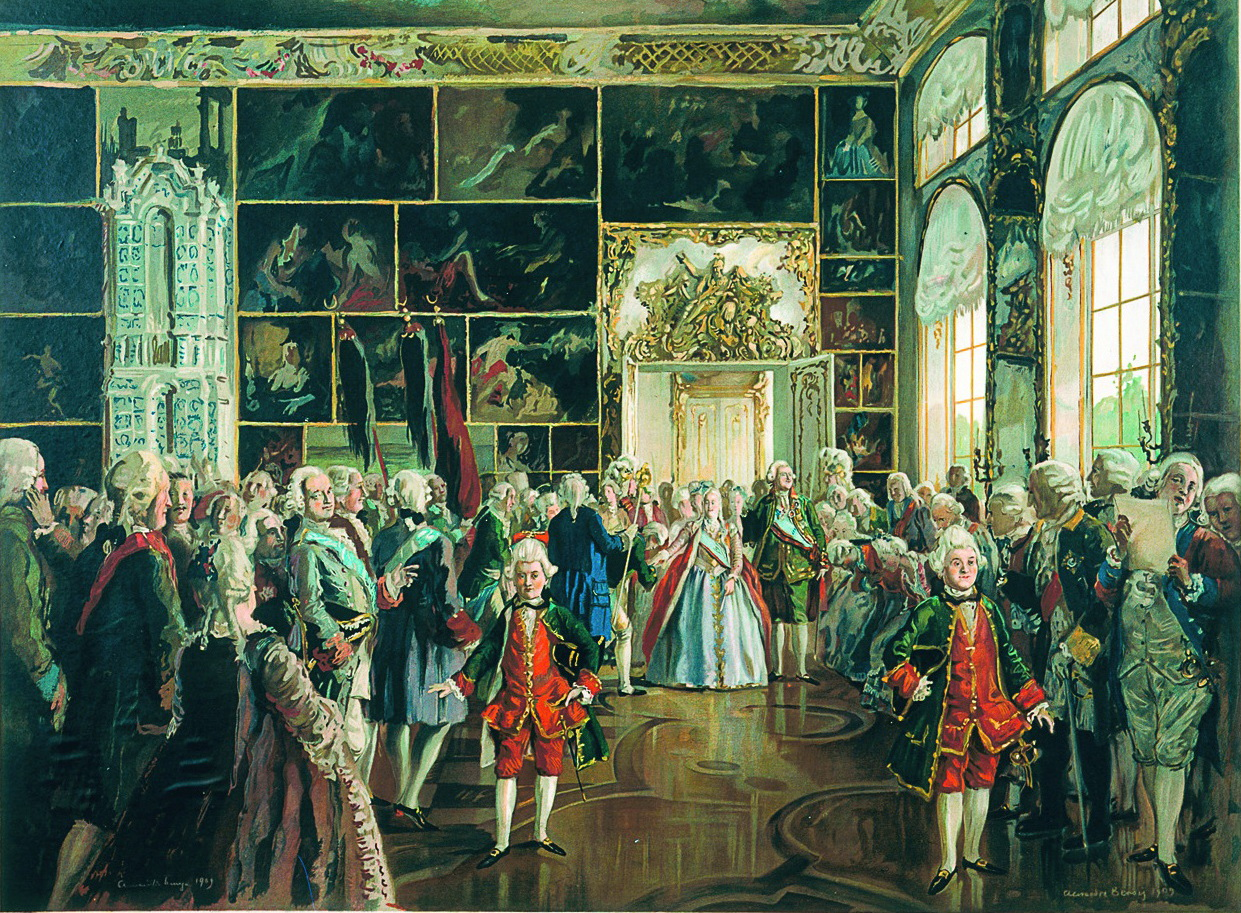
Выход ко двору императрицы Екатерины II

Императорский двор был организован в Санкт-Петербурге Петром I одновременно с основанием Российской империи взамен двора русских царей. Он видоизменялся в течение ста лет, пока не принял свой классический вид при Николае I. Общие принципы организации двора строились по французскому образцу, а номенклатура придворных чинов — по прусскому и австрийскому.
Помимо главного двора, имелись также «малые» дворы различных членов императорской фамилии. Обычно они состояли всего из нескольких человек, либо не имевших придворных чинов вообще, либо имевших их по императорскому двору и откомандированных.
На содержание двора тратились значительные средства. При преемниках Петра I такие расходы доходили до 25 % госбюджета, причём особым размахом здесь отличалась императрица Анна Иоанновна, при которой на двор тратилось три миллиона рублей золотом, в то время как на Академию Наук и Адмиралтейскую академию — 47 тысяч, а на борьбу с эпидемиями — 16 тысяч.
В середине XIX века на российский императорский двор расходовалось 10 млн руб. в год, в том числе 3 млн за счёт доходов с удельных земель, и 7 млн из госбюджета. В то же время английский двор требовал на своё содержание, в пересчёте на рубли, 2,5 млн в год, а прусский двор обходился доходами от своих удельных земель.

## Придворное ведомство
Придворное хозяйство курировало отдельное учреждение: в разное время это были Дворцовая канцелярия, Придворная контора, Главное дворцовое управление и др. В 1826 году было учреждено специализированное Министерство императорского двора.
Наиболее важной частью являлась Гофмаршальская часть, ведавшая хозяйством дворцов, довольствием и организацией церемоний. Она также полностью занималась обслуживанием императорского стола, и других столов трёх классов. Первый класс: стол гофмаршальский (или кавалерский) для дежурных кавалеров и гостей двора, стол обер-гофмейстерины для придворных девиц, стол начальника кавалергардских рот. Второй класс: столы для дежурных караульных офицеров, дежурных адъютантов, пажей и т. д. Третий класс предназначался для старших служителей двора.
Второй частью была Шталмейстерская, ведавшая конюшнями и дворцовыми экипажами. С развитием железных дорог в её составе появились два царских поезда (один резервный), а в начале XX века — автомобили. В распоряжении императора также имелись две яхты, числившиеся по военно-морскому ведомству.
Царской охотой заведовала Обер-егермейстерская канцелярия. Кроме того, имелись также дворцовые конторы в крупных городах империи (напр., Московская дворцовая контора, ведавшая дворцами и музеями Кремля), Кабинет Его Императорского Величества (заведовавший личной собственностью императора) и Департамент уделов.
В подчинении придворного ведомства также находились ряд учреждений культуры (как, например, Императорский Эрмитаж и Императорские театры) и царские резиденции в пригородах Петербурга.

## Придворные чины
| Старый чин (до 1722 года) | Новый чин (Табель о рангах) |
| ------------------------- | --------------------------- |
| Дворецкий                 | Обер-гофмаршал              |
| Постельничий              | Обер-камергер               |
| Стольник                  | Камергер                    |
| Стряпчий                  | Гофмейстер                  |
| Ясельничий                | Обер-шталмейстер            |
| Ловчий                    | Обер-егермейстер            |
| Кравчий                   | Обер-шенк                   |
| Чашник                    | Обер-мундшенк               |
| Чарочник                  | Мундшенк                    |
| Комнатный дворянин        | Камер-юнкер                 |

Придворные чины составляют отдельный раздел ещё в петровской Табели о рангах. Основная масса придворных званий оказались в I—III классах, приравнивались к генеральским, и назначались непосредственно императором. Основным способом дослужиться до этих званий были другие карьеры Табели о рангах — гражданская или военная. Отдельной привилегией придворных чинов, даже отнесённых к низшим классам Табели о рангах, было право быть принятым ко двору.
Главным чином двора был обер-камергер, руководящий придворными кавалерами, и представляющий императору и членам императорской фамилии получивших право на аудиенцию.
Обер-гофмаршал заведовал хозяйством двора, и придворными служителями, организовывал придворные торжества и стол, обер-гофмейстер занимался финансами двора и придворным штатом, обер-шенк — винными погребами, и снабжением двора вином, обер-шталмейстер ведал придворной конюшенной частью. Также имелись обер-егермейстер (царская охота) и обер-церемониймейстер (организация церемоний).
Отдельно стоит упомянуть о состоявших при дворе пажах, которыми могли быть сыновья и внуки чинов первых трёх классов Табели о рангах. Они обучались в привилегированном Пажеском корпусе, а лучшие получали чины камер-пажей, и распределялись для дежурства при императоре и дамах царской фамилии.
Отдельная система чинов (также соотнесённая с Табелью о рангах) была предназначена для женщин, служивших при дворе (обер-гофмейстерина, гофмейстерина, статс-дама, камер-фрейлина и фрейлина). С 1836 года из всех фрейлин 36 считались «комплектными», и состояли при императрицах, великих княгинях и великих княжнах. По выходе замуж фрейлины отчислялись со двора. Существовали также придворные медики и духовенство.
31 декабря 1833 года А. С. Пушкин получил придворное звание камер-юнкера, что только разозлило его, так как поэт рассчитывал на более высокое звание камергера. Звание камер-юнкера позволяло Пушкину иметь доступ ко двору, однако поставило его фактически в самый низ придворной иерархии. На 1833 год количество камер-юнкеров составляло 147 человек.
| Количество камергеров и камер-юнкеров | Количество камергеров и камер-юнкеров |
| Год                                   | в сумме                               |
| ------------------------------------- | ------------------------------------- |
| 1809                                  | 146                                   |
| 1835                                  | 263                                   |
| 1855                                  | 382                                   |
| 1881                                  | 536                                   |
| 1914                                  | 771                                   |

В XIX веке пожалование придворных чинов фактически превращается в награду, знак особой милости императора. Общее количество придворных чинов начинает многократно превосходить действительные штаты двора. Так, на 1809 год фактически числится 76 камергеров и 70 камер-юнкеров при штате 12 камергеров и 12 камер-юнкеров; на 1826 устанавливается их «комплект» в 48 человек.
К 1 января 1898 г. придворный штат Его Величества составляли 16 первых чинов Двора (3 обер-камергера, 7 обер-гофмейстеров, 1 обер-гофмаршал, 1 обер-шенк, 1 обер-шталмейстер, 2 обер-егермейстера и 1 обер-форшнейдер), 147 вторых чинов двора (41 гофмейстер, 22 шталмейстера, 9 егермейстеров, 2 обер-церемониймейстера, 1 гофмаршал, 21 человек в должности гофмейстеров, 35 человек в должности шталмейстеров и 16 человек в должности егермейстеров), 12 церемониймейстеров, 13 человек в должности церемониймейстеров, 176 в звании камергеров и 252 в звании камер-юнкеров.
От придворных чинов, которые замещались дворянами, следует отличать придворных служителей, которые принадлежали к низшим сословиям. В свою очередь, придворные служители разделялись на низших (камер-лакеи, камер-казаки, скороходы, вершники, арапы и проч.) и высших (камер-фурьеры, гоф-фурьеры, камердинеры, мундшенки, кофешенки, тафельдекеры, кондитеры и метрдотели).
Общее число придворных при Петре I составляло несколько десятков; к 1914 году при дворе числилось до 1600 человек (хотя многие из них носили придворные чины лишь формально и при дворе не появлялись годами, а то и десятилетиями).

## Поставщики двора
C 1824 года купцы, постоянно поставлявшие товары ко двору, получили право именоваться «Поставщик Двора Его Императорского Величества». В 1856 году Александр II ввёл почётное звание «Поставщика Высочайшего Двора и Великокняжеских Дворов», утвердил регламент и вид знака. К 1901 году это звание присваивалось канцелярией Министерства Императорского Двора по прошениям поставщиков дважды в год, на Пасху и Рождество. Для получения такого звания, которое само по себе означало серьёзную рекламу, требовалось соблюдение ряда условий: добросовестные поставки двору «по сравнительно малым ценам» товаров или работ собственного производства в течение 8—10 лет, участие в промышленных выставках, отсутствие рекламаций от потребителей и т. д. Звание Поставщика Двора присваивалось не предприятию, а владельцу лично, в случае смены владельца новому владельцу либо наследнику требовалось получать звание заново.
Всего на начало XX века насчитывалось 30—40 компаний, имевших такое звание. Производитель коньяков Н. Л. Шустов добивался этого статуса в общей сложности 38 лет. Другими известными поставщиками двора был П. А. Смирнов, основатель марки Smirnoff, производитель шоколада Теодор Эйнем, основатель фабрики «Эйнем», кондитерское заведение Абрикосова, производитель швейных машин «Зингер», производители автомобилей Руссо-Балт и «Мерседес», ювелирный дом Фаберже, гастроном Елисеевский, производители часов Павел Буре, Tissot и Breguet.
На 1915 год 50 % поставщиков двора являлись производителями одежды, обуви, парфюмерии, посуды, продуктов питания и напитков, мебели; 20 % были иностранцами, причём 12 % иностранных поставщиков приходились на родной город императрицы Дармштадт, ещё 12 % на родной для вдовствующей императрицы Копенгаген. При этом на нелюбимые императрицей города Германии приходилось гораздо меньше поставщиков: Берлин 8 %, Франкфурт-на-Майне 7 % и всего 2 % приходилось на Мюнхен.
После прихода к власти большевиков бывшие поставщики императорского двора подверглись национализации, многие производства остановились. «Зингер» возобновил работу в 1923 году под маркой «Госшвеймашина», затем — «Подольский механический завод». Основатель марки «Смирнов» эмигрировал во Францию, после чего распространилось французское написание бренда («Smirnoff»). Производство автомобилей «Руссо-Балт» прекратилось; производство на кондитерских фабриках Эйнема и Абрикосова не останавливалось.

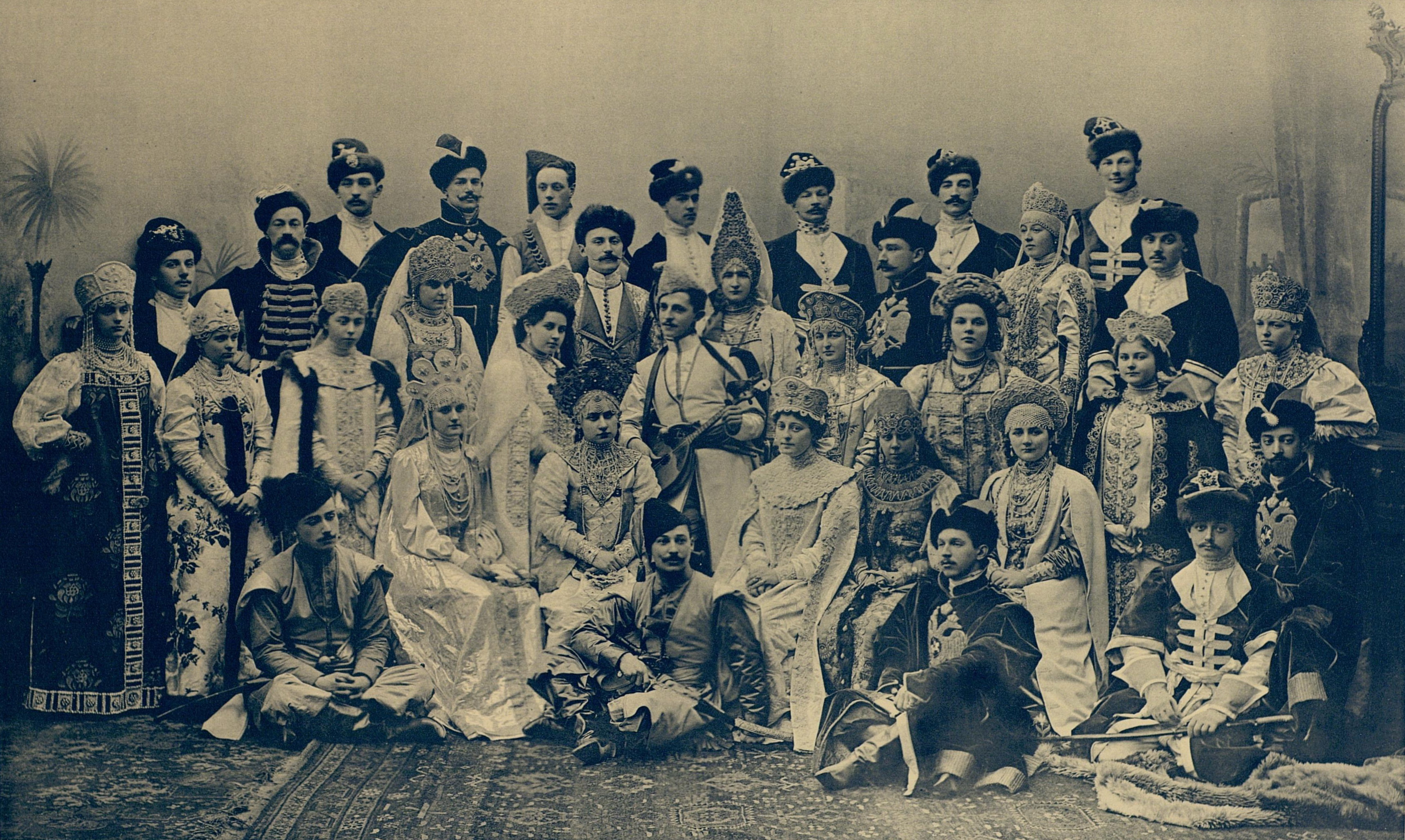
Придворные на Костюмированном бале 1903 года

## Придворные церемонии
Процессию открывали придворные чины, за ними император и императрица, за ними министр императорского двора и дежурные генерал-адъютант, свитский генерал и флигель-адъютант, а уже за ними члены императорской фамилии. На крупные выходы приглашался широкий круг лиц: высшие чины армии и флота, госслужащие, иногда, купцы I гильдии; и в особых случаях иностранные дипломаты и высшее духовенство. Процессия сопровождалась пикетом Кавалергардского полка.
Выход — торжественное шествие императора или членов императорской фамилии из внутренних залов дворца в дворцовую церковь или тронный зал. Выходы были большие (по основным церковным праздникам) и малые. Перед началом шествия императорская фамилия собиралась в Малахитовом зале Зимнего дворца по старшинству (в порядке прав на престолонаследие) и следовала через парадные залы дворца в сопровождении придворных дам и кавалеров. Кроме выходов, бывали также и парадные выезды.
Придворные балы проходили, как правило, в Николаевском и Концертном залах Зимнего дворца, и могли собирать до трёх тысяч человек. На них приглашались чиновники высших IV классов, губернаторы, предводители дворянства, бывшие фрейлины, георгиевские кавалеры. Танцорами выступали набранные по разнарядке молодые гвардейские офицеры. Во время танца лакеи обносили придворных конфетами, мороженым и прохладительными напитками. Один из последних таких балов воссоздан в фильме «Русский ковчег» (2002).
Обязательным условием появления на балу было обладание правом быть представленным императору для мужчин, и императрице для женщин.

## Военная свита
С самого основания империи при императоре начал состоять ряд военных (офицеров, генералов и адмиралов), пользовавшихся его особым доверием. Ещё в 1711 учреждаются чины генерал-адъютанта и флигель-адъютанта, упомянутые в Табели о рангах. К концу XVIII века эти чины превращаются в почётные.
В начале XIX века учреждается Свита Его Императорского Величества. К 1914 г. в Свите числились: 51 генерал-адъютант к Его Императорскому Величеству, 64 Свиты Его величества генерал-майора и контр-адмирала и 56 флигель-адъютантов Его Императорского Величества. В их обязанности входит выполнение особых поручений императора (например, расследование беспорядков), сопровождение иностранных монархов и делегаций, дежурство при императоре. В середине XIX века на каждого свитского офицера приходится в среднем одно дежурство в два месяца.
Свитское звание давало ряд привилегий: право свободного прохода в царский дворец, право подачи рапортов на имя императора и т. д., но не давало права называться придворным, а при выходе из состава свиты терялось.
Свита была ликвидирована 21 марта (3 апреля) 1917, после Февральской революции, отменившей «военно-придворные» звания.

## Охрана
Охрана императорского двора осуществлялась рядом полков Российской императорской гвардии: кавалергардским и конногвардейским (почётные караулы), атаманским и финляндским (охрана Зимнего и других дворцов), казачий собственный конвой (охрана императора при передвижениях).
Для офицеров-кавалергардов и конногвардейцев существовала также дворцовая парадная форма (поверх мундира надевалась кираса-супервест из красного сукна с вышитыми на груди и спине звёздами, а на ноги — белые замшевые лосины, которые можно было натягивать только в мокром виде, и средневековые ботфорты), и бальная форма, которая надевалась несколько раз в год на дворцовые балы.